# Arquidiócesis de Campobasso-Boiano
La arquidiócesis de Campobasso-Boiano o de Campobasso-Bojano (en latín: Archidioecesis Campobassensis-Boianensis y en italiano: Arcidiocesi di Campobasso-Boiano) es una circunscripción eclesiástica de la Iglesia católica en Italia. Se trata de una arquidiócesis latina, sede metropolitana de la provincia eclesiástica de Campobasso-Boiano. Desde el 6 de diciembre de 2023 su arzobispo es Biagio Colaianni.

## Territorio y organización

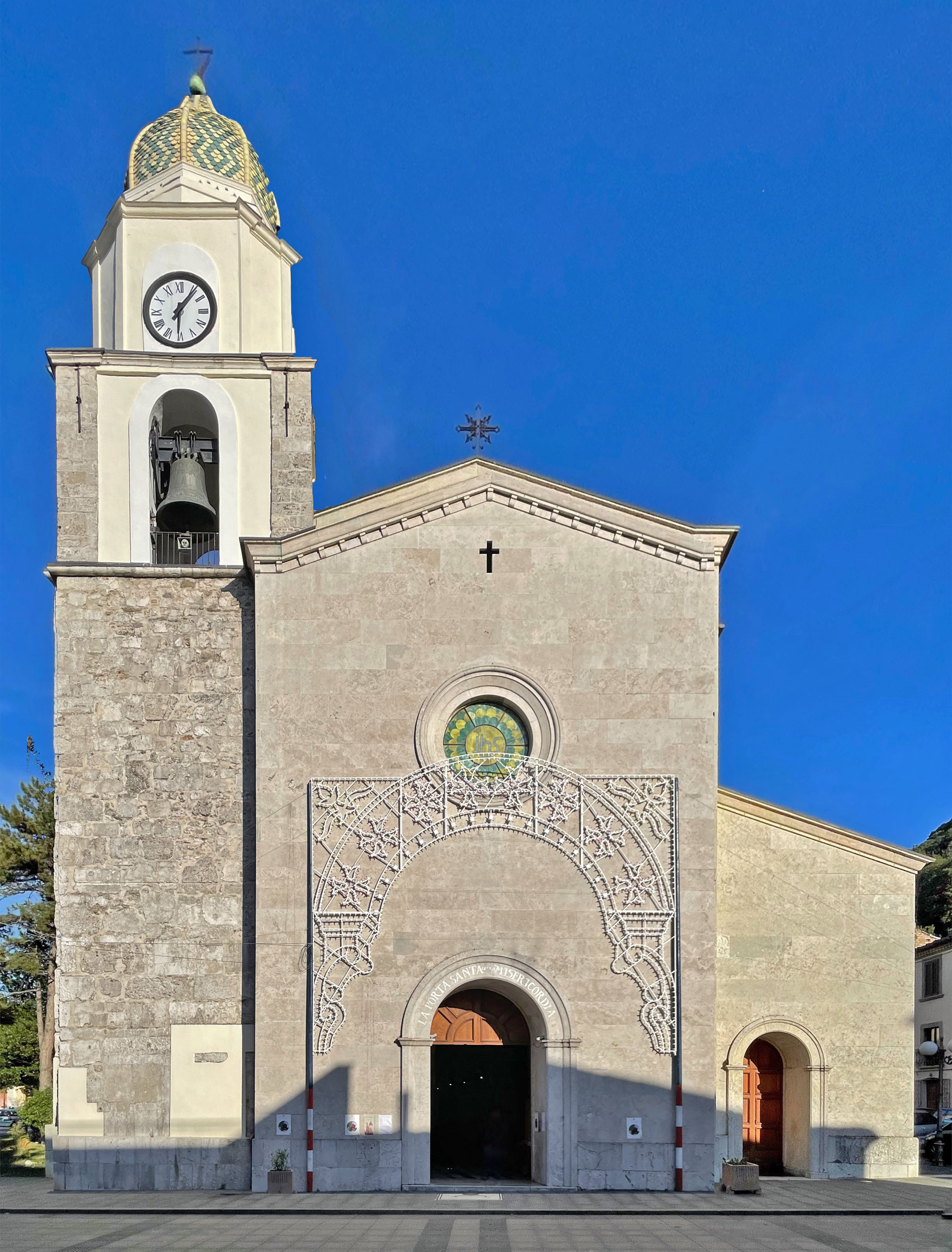
Concatedral de San Bartolomé, en Bojano

La arquidiócesis tiene 1120 km² y extiende su jurisdicción sobre los fieles católicos de rito latino residentes en 44 comunas de la región de Molise:
- 38 en la provincia de Campobasso: Campobasso, Bojano, Jelsi, Gambatesa, Sepino, Vinchiaturo, Sant'Elia a Pianisi, Petrella Tifernina, Pietracatella, San Giovanni in Galdo, Ferrazzano, Riccia, Busso, Campochiaro, Mirabello Sannitico, Monacilioni, Montagano, Oratino, Ripalimosani, Sant'Angelo Limosano, Spinete, Colle d'Anchise, Cercemaggiore, Campodipietra, Baranello, Campolieto, Guardiaregia, San Giuliano del Sannio, Macchia Valfortore, Castellino del Biferno, San Polo Matese, Gildone, Matrice, Limosano, Tufara, Cercepiccola, San Massimo y Toro;
- 6 en la provincia de Isernia: Cantalupo nel Sannio, Santa Maria del Molise, Castelpetroso, Macchiagodena, Sant'Elena Sannita y Roccamandolfi.

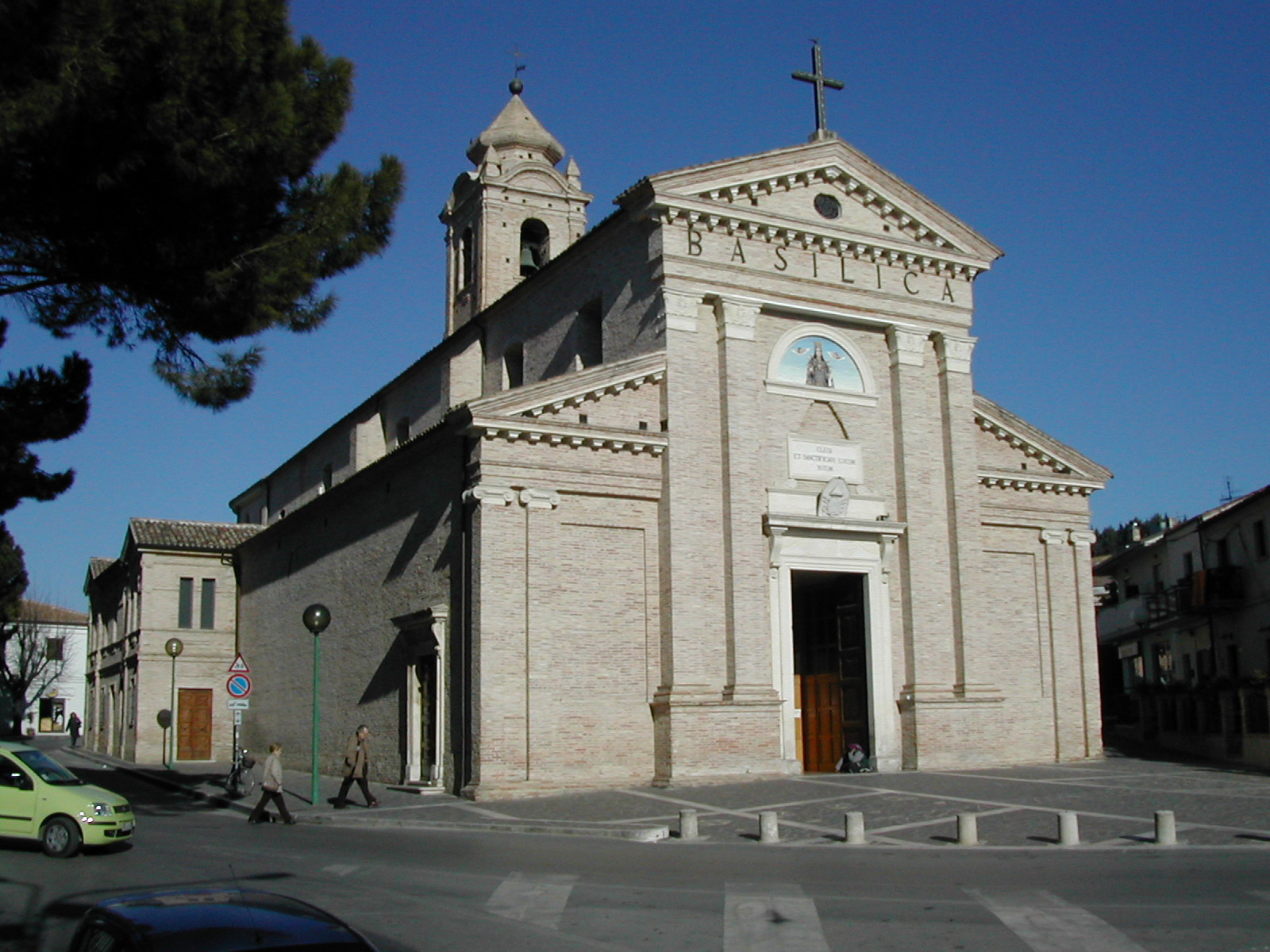
Basílica de Nuestra Señora de los Siete Dolores, en Pescara

La sede de la arquidiócesis se encuentra en la ciudad de Pescara, en donde se halla la Catedral de la Santísima Trinidad. En Bojano (o Boiano) se halla la Concatedral de San Bartolomé. En Castelpetroso se encuentra la basílica santuario de Nuestra Señora de los Dolores.

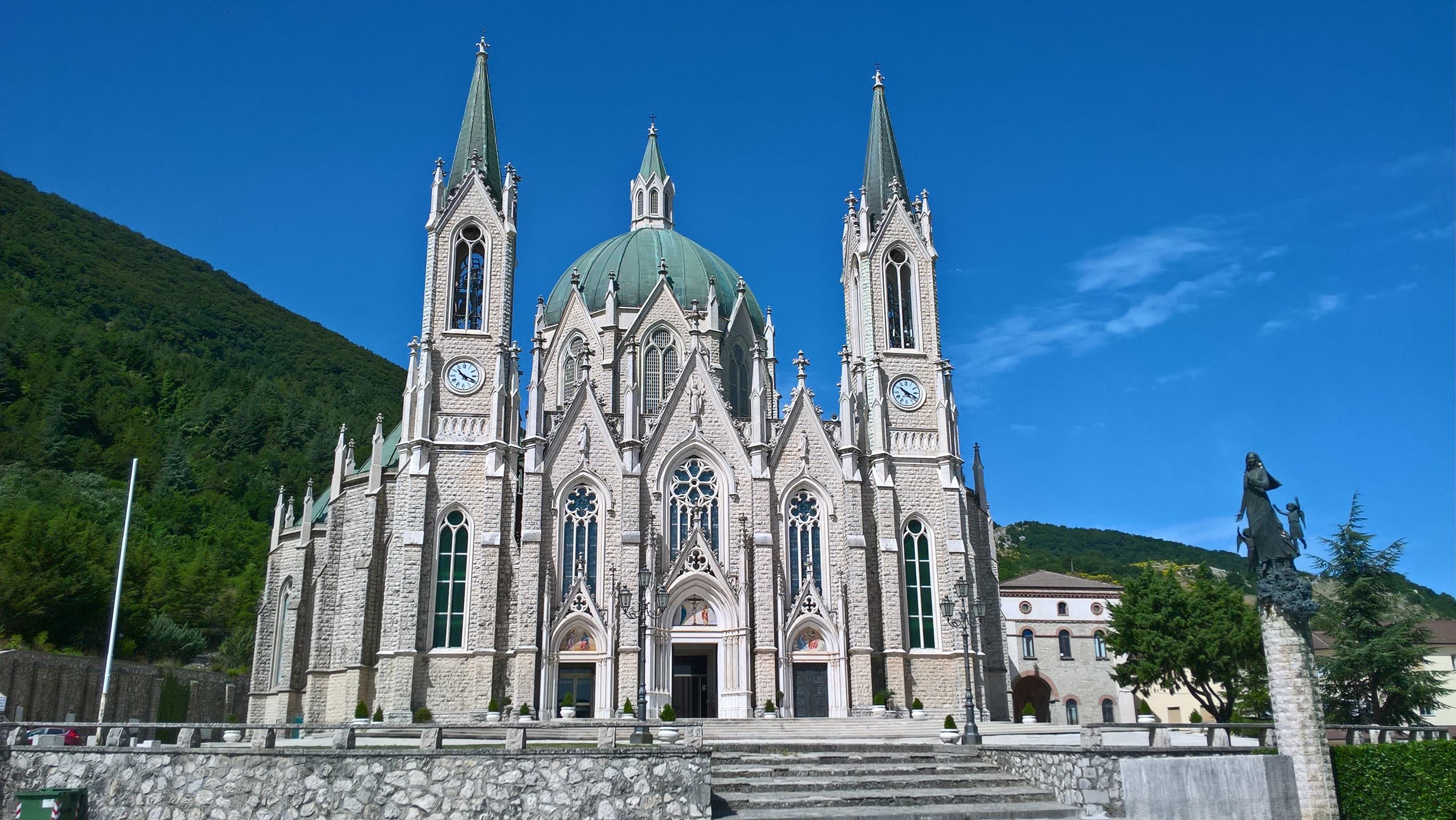
Basílica santuario de Nuestra Señora de los Dolores, en Castelpetroso

La arquidiócesis tiene como sufragáneas a las diócesis de Isernia-Venafro, Térmoli-Larino y Trivento.
En 2023 en la arquidiócesis existían 69 parroquias agrupadas en 5 foranías: Campobasso, Boiano-Castelpetroso, Matrice, Riccia y Sepino.

## Historia
Según Ferdinando Ughelli, el primer obispo de Boiano fue Lorenzo, que participó en los sínodos romanos convocados por el papa Símaco y atribuidos a los años 501 y 502; este Lorenzo podría identificarse con dos obispos del mismo nombre, indicados sin su sede de pertenencia, el primero que participó en el concilio celebrado por el papa Gelasio I en 495, el segundo que recibió una carta del mismo pontífice (492-496), junto con los obispos Costanzo de Venafro y Siracusio de ubicación desconocida.
No existen otros datos antiguos sobre la diócesis de Boiano hasta el siglo XI. En la bula emitida al obispo Gerardo de Isernia por el metropolitano Atenulfo II de Capua en 1047, el territorio y las iglesias de Boiano aparecen sometidos al obispo de Isernia. Sin embargo, en el privilegio del papa Esteban IX de enero de 1058, Boiano aparece como una de los sufragáneas de la arquidiócesis de Benevento. La primera mención de un obispo de Boiano en este período es la de un prelado anónimo que participó en el sínodo provincial convocado por el metropolitano Udalric de Benevento en 1061; no se puede excluir que pueda corresponder al obispo Alberto, documentado de 1068 a 1089.
A la época del obispo Alberto se debió también la construcción de la catedral bojanesa de San Bartolomé, construida gracias a la liberalidad y munificencia del conde normando Rodolfo de Moulins; gravemente dañada por un terremoto, fue reconstruida y consagrada por el obispo Poliziano en mayo de 1215, y restaurada de nuevo en el siglo XV por Silvio Pandoni.
La expansión monástica benedictina en la zona de Boiano también se remonta al siglo XI. Se puede mencionar «los monasterios de Santa Giusta en Baranello, Sant'Apollinare en Boiano, Sant'Eustachio della Vipera en Gambatesa, Santa Maria Decorata en Gildone, Santa Maria di Faifoli en Montagano, Santa Maria de Casale plano en Pietracatella, Sant'Eustachio en Riccia, San Nicola di Monte Matese en San Massimo, Santa Croce y Santa Maria en Sepino, Santa Maria de Monte Viride en Vinchiaturo.»
Entre los obispos de Boiano dignos de mención, se recuerda en particular a Pirro Franco (1549-1572), que sucedió a su tío Valentino Franco, acérrimo defensor de la independencia y de las inmunidades eclesiásticas, hasta llegar al enfrentamiento con las autoridades civiles que pedían, en vano, a Felipe I de España la expulsión del prelado del reino.
Los intentos de los obispos de Boiano de implementar los decretos de reforma del Concilio de Trento en la diócesis fueron difíciles y tardíos. El primer sínodo diocesano del que hay conocimiento fue el celebrado por Fulgenzio Gallucci en 1630; otro sínodo fue convocado por el obispo Giovanni Riccanale (1684-1685), mientras que su sucesor Francesco Antonio Iannone (1685-1708) fue responsable de la fundación del seminario diocesano. El informe de la visita ad limina de 1712 describe detalladamente la situación de la diócesis y en particular la de las ciudades de Boiano y Campobasso, esta última en fuerte crecimiento desde el punto de vista administrativo y comercial: en Boiano «había veinte-tres iglesias abiertas al culto, un convento con nueve frailes, cinco cofradías, cinco eclesiásticos doctores en leyes y 1560 habitantes (aumentados a 1590 en 1715, año de una nueva relación); en el segundo, veintisiete iglesias abiertas al culto, ochenta y siete sacerdotes, catorce doctores en derecho, en su mayoría eclesiásticos, cinco maestros de escuela, seis médicos, cinco notarios y dos mammare (parteras), con 3179 habitantes (aumentados a 3533 en 1715).»
La importancia cada vez mayor de Campobasso se desprende también del hecho de que durante el siglo XVII varios obispos murieron y fueron enterrados allí, y que en 1738 el obispo Domenico Antonio Manfredi (1738-1746) estableció su residencia en Campobasso, donde fueron trasladadas también la cancillería y el archivo diocesano.
El 29 de junio de 1927, mediante la bula Ad rectum del papa Pío XI la cátedra, la residencia episcopal, el capítulo de la catedral y el seminario diocesano fueron definitivamente trasladados a Campobasso y la diócesis asumió el nombre de diócesis de Boiano-Campobasso.
El 11 de febrero de 1973 la diócesis, ya sufragánea de Benevento, fue elevada al rango de arquidiócesis mediante la bula Pontificalis Nostri del papa Pablo VI, inmediatamente sujeta a la Santa Sede. El 21 de agosto de 1976 fue elevada a sede metropolitana mediante la bula Ad apicem sacerdotalis del papa Pablo VI, con la que se le asignaron las actuales sufragáneas.
El 27 de febrero de 1982, por decreto de la Congregación para los Obispos, cambió su nombre por el actual, conservando el nombre de la antigua sede episcopal de Boiano.
El 21 de enero de 1983, como resultado del decreto Ad uberius de la misma congregación, 17 municipios de Molise pertenecientes a la arquidiócesis de Benevento fueron anexados a la sede de Campobasso-Boiano: Macchia Valfortore, Matrice, San Giovanni in Galdo, Campolieto, Pietracatella. , Gildone, Jelsi, Cercemaggiore, Campodipietra, Toro, Monacilioni, Sant'Elia a Pianisi, Gambatesa, Riccia, Tufara, Limosano y Sant'Angelo Limosano; al mismo tiempo el municipio de Sassinoro fue cedido a la arquidiócesis de Benevento.

## Estadísticas
Según el Anuario Pontificio 2024 la arquidiócesis tenía a fines de 2023 un total de 120 500 fieles bautizados.
| Año                                                                             | Población            | Población | Población      | Sacerdotes | Sacerdotes    | Sacerdotes    | Bautizados por sacerdote | Diáconos permanentes | Religiosos | Religiosos | Parroquias |
| Año                                                                             | Bautizados católicos | Total     | % de católicos | Total      | Clero secular | Clero regular | Bautizados por sacerdote | Diáconos permanentes | Varones    | Mujeres    | Parroquias |
| ------------------------------------------------------------------------------- | -------------------- | --------- | -------------- | ---------- | ------------- | ------------- | ------------------------ | -------------------- | ---------- | ---------- | ---------- |
| 1950                                                                            | 100 000              | 100 000   | 100.0          | 93         | 68            | 25            | 1075                     |                      | 25         | 65         | 46         |
| 1959                                                                            | 85 000               | 90 000    | 94.4           | 78         | 58            | 20            | 1089                     |                      | 19         | 270        | 51         |
| 1970                                                                            | 95 050               | 95 500    | 99.5           | 108        | 65            | 43            | 880                      |                      | 53         | 156        | 49         |
| 1980                                                                            | 86 556               | 91 327    | 94.8           | 90         | 55            | 35            | 961                      |                      | 55         | 116        | 51         |
| 1990                                                                            | 127 500              | 130 500   | 97.7           | 109        | 69            | 40            | 1169                     |                      | 48         | 130        | 70         |
| 1999                                                                            | 124 000              | 126 000   | 98.4           | 105        | 65            | 40            | 1180                     | 4                    | 80         | 95         | 70         |
| 2000                                                                            | 124 000              | 126 200   | 98.3           | 106        | 66            | 40            | 1169                     | 4                    | 83         | 98         | 70         |
| 2001                                                                            | 123 000              | 125 900   | 97.7           | 101        | 60            | 41            | 1217                     | 5                    | 81         | 91         | 70         |
| 2002                                                                            | 124 000              | 126 000   | 98.4           | 99         | 59            | 40            | 1252                     | 6                    | 73         | 103        | 70         |
| 2003                                                                            | 124 000              | 126 000   | 98.4           | 102        | 62            | 40            | 1215                     | 6                    | 75         | 105        | 70         |
| 2004                                                                            | 124 000              | 126 000   | 98.4           | 97         | 57            | 40            | 1278                     | 6                    | 77         | 103        | 68         |
| 2006                                                                            | 123 000              | 125 000   | 98.4           | 95         | 59            | 36            | 1294                     | 7                    | 57         | 100        | 70         |
| 2013                                                                            | 124 600              | 126 800   | 98.3           | 97         | 58            | 39            | 1284                     | 7                    | 67         | 95         | 69         |
| 2016                                                                            | 121 045              | 126 900   | 95.4           | 101        | 58            | 43            | 1198                     | 19                   | 75         | 70         | 69         |
| 2019                                                                            | 120 320              | 125 810   | 95.6           | 96         | 68            | 28            | 1253                     | 20                   | 49         | 67         | 69         |
| 2021                                                                            | 118 900              | 124 300   | 95.7           | 107        | 78            | 29            | 1111                     | 20                   | 42         | 64         | 69         |
| 2023                                                                            | 120 500              | 124 000   | 97.2           | 102        | 75            | 27            | 1181                     | 19                   | 40         | 62         | 69         |
| Fuente: Catholic-Hierarchy, que a su vez toma los datos del Anuario Pontificio. |                      |           |                |            |               |               |                          |                      |            |            |            |

## Episcopologio

### Obispos de Boiano
- Lorenzo † (antes de 495?-después de 502)
- Anónimo † (mencionado en 1061)
- Alberto † (antes de 1068-después de 1089)[15]
- Oberto † (mencionado en 1094)[15]
- Bernardo † (mencionado en 1105)
- Adamo † (mencionado en 1119)
- Roberto † (mencionado en 1149)
- Andrea I † (antes de 1179-después de 1181)[16]
- Pietro † (mencionado en 1189)[16]
- Matteo † (antes de 1195-después de 1203)[16]
- Rinaldo † (antes de 1206-después de 1210)[16]
- Anónimo † (mencionado en 1212)[16]
- Poliziano † (mencionado en 1215)[16]
- R. † (mencionado en 1217)[16]
- Giovanni I † (21 de diciembre de 1225-después de 1239)[16]
- Anónimo † (mencionado en 1241)[16]
- Giuseppe † (mencionado desde 1244 a 1252)[16]
- Palmerio † (23 de julio de 1252-1276 falleció)[16]
- Giovanni II † (9 de enero de 1277-?)[nota 3]
- Guglielmo I † (antes de 1290-después de 1311)[16]
- Angelo † (mencionado en 1314)
- Pietro di Caserta, O.P. † (1319-?)
- Andrea II † (mencionado en 1322)
- Bernerio Dohonella † (mencionado en 1337)
- G. † (mencionado en 1340)
- Angelo Lupara † (antes de 1345-1364 falleció)
- Berardo da Castiglione † (13 de septiembre de 1364-? falleció)
  - Niccolò Notarii Angeli de Melfia † (22 de marzo de 1385-?) (antiobispo)
- Guglielmo II † (1390-?)
- Carlo † (1396-1412 falleció)
- Giovanni III † (1412-1412 falleció)
  - Nicolò Offeri † (13 de marzo de 1413-1423 renunció) (administrador apostólico)
- Nicolò Sanframondi † (1 de febrero de 1423-1428 falleció)
- Pietro Urio, O.P. † (23 de febrero de 1428-18 de diciembre de 1430 nombrado obispo de Monopoli)
- Raimondo degli Ugotti, O.S.B.I. † (18 de diciembre de 1430-3 de julio de 1439 nombrado arzobispo de Conza)
- Andrea Perciballi di Veroli † (25 de septiembre de 1439-11 de septiembre de 1452 nombrado obispo de Urbino)
- Jacopo Di Monte † (11 de septiembre de 1452-1458 falleció)
- Antonio da Teramo † (10 de noviembre de 1458-?)
- Odo degli Odoni † (31 de enero de 1464-1489 falleció)
- Silvio Pandoni † (29 de julio de 1489-21 de mayo de 1515 nombrado obispo de Aversa)
  - Silvio Pandoni † (29 de julio de 1489-8 de febrero de 1519 falleció) (administrador apostólico)
  - Franciotto Orsini † (1519[nota 4]-24 de julio de 1523 renunció) (administrador apostólico)
- Valentino Franco † (24 de julio de 1523-7 de junio de 1549 renunció)
- Pirro Franco † (7 de junio de 1549-1572 falleció)
- Carlo Carafa † (4 de julio de 1572-29 de septiembre de 1608 falleció)
- Fabrizio Degli Afflitti † (10 de noviembre de 1608-1613 falleció)
- Pietro Paolo Eustachi † (15 de julio de 1613-1622 falleció)
- Ottaviano Garzadori † (19 de diciembre de 1622-11 de marzo de 1624 nombrado arzobispo de Zara)
- Fulgenzio Gallucci, O.S.A. † (11 de marzo de 1624-9 de noviembre de 1632 falleció)
- Pietro de Filippi † (26 de septiembre de 1633-8 de septiembre de 1640 falleció)
- Filippo Benedetto de Sio, O.F.M. † (21 de octubre de 1641-16 de agosto de 1651 falleció)
- Petronio Veroni, O.S.A. † (8 de enero de 1652-11 de mayo de 1653 falleció)
- Celestino Bruno, O.S.A. † (18 de agosto de 1653-22 de diciembre de 1663 falleció)
- Giuseppe Protospatario † (31 de marzo de 1664-septiembre de 1665 falleció)
- Antonio Graziani † (15 de febrero de 1666-mayo de 1684 falleció)
- Giovanni Riccanale † (2 de octubre de 1684-marzo de 1685 falleció)
- Francesco Antonio Iannone † (10 de septiembre de 1685-febrero de 1708 falleció)
- Angelo Rendina † (14 de mayo de 1708-15 de noviembre de 1716 falleció)
- Nunzio Baccari † (14 de marzo de 1718-11 de enero de 1738 falleció)
- Domenico Antonio Manfredi † (3 de marzo de 1738-10 de marzo de 1746 falleció)
- Bernardo Cangiani † (2 de mayo de 1746-26 de enero de 1770 renunció)
- Domenico Micillo † (12 de marzo de 1770-mayo de 1774 falleció)
- Niccolò Rossetti † (27 de junio de 1774-25 de enero de 1819 falleció)
- Gennaro Pasca † (4 de junio de 1819-23 de junio de 1828 nombrado obispo de Nola)
- Taddeo Garzilli † (23 de junio de 1828-20 de enero de 1834 nombrado obispo de Sant'Agata de' Goti y Acerra)
  - Sede vacante (1834-1836)
- Giuseppe Riccardi † (11 de julio de 1836-19 de diciembre de 1854 falleció)
- Lorenzo Moffa, O.F.M. † (23 de marzo de 1855-1863 falleció)
  - Sede vacante (1863-1871)
- Anastasio Laterza, O.C.D. † (22 de diciembre de 1871-19 de marzo de 1879 falleció)
- Francesco Maccarone † (19 de marzo de 1879 por sucesión-27 de febrero de 1897 falleció)
- Felice Gianfelice † (19 de abril de 1897-9 de junio de 1916 falleció)
- Alberto Romita † (22 de marzo de 1917-29 de junio de 1927 nombrado obispo de Boiano-Campobasso)

### Obispos y arzobispos de Boiano-Campobasso
- Alberto Romita † (29 de junio de 1927-14 de octubre de 1939 falleció)
- Secondo Bologna † (8 de enero de 1940-11 de octubre de 1943 falleció)
  - Sede vacante (1943-1948)
- Alberto Carinci † (28 de abril de 1948-31 de enero de 1977 retirado)
- Enzio d'Antonio † (31 de enero de 1977 por sucesión-24 de junio de 1979 renunció)
- Pietro Santoro † (15 de octubre de 1979-27 de febrero de 1982 nombrado arzobispo de Campobasso-Boiano)

### Arzobispos de Campobasso-Boiano
- Pietro Santoro † (27 de febrero de 1982-28 de octubre de 1989 retirado)
- Ettore Di Filippo † (28 de octubre de 1989-21 de noviembre de 1998 retirado)
- Armando Dini (21 de noviembre de 1998-8 de noviembre de 2007 retirado)
- Giancarlo Maria Bregantini, C.S.S. (8 de noviembre de 2007-6 de diciembre de 2023 retirado)
- Biagio Colaianni, desde el 6 de diciembre de 2023